# Kytorhinus pectinicornis
Kytorhinus pectinicornis là một loài bọ cánh cứng trong họ Bruchidae. Loài này được Melichar miêu tả khoa học năm 1912.